# Tết Nhật Bản
Trong thời cổ đại, lễ mừng năm mới của Nhật Bản (tiếng Nhật: shōgatsu 正月 (Chinh Nguyệt) hay là oshōgatsu) cũng tương ứng với lễ mừng năm mới của Tết Trung Quốc, Tết Hàn Quốc và Tết Việt Nam theo âm lịch và theo ảnh hưởng Vòng văn hóa Đông Á. Kể từ năm 1873, Nhật Bản theo lịch Gregorian và năm mới là ngày đầu tiên của tháng Giêng dương lịch. Đây là một trong những ngày lễ truyền thống quan trọng nhất trong năm, được tổ chức trong nhiều thế kỷ và đã phát triển phong tục độc đáo của riêng mình.

## Lịch sử

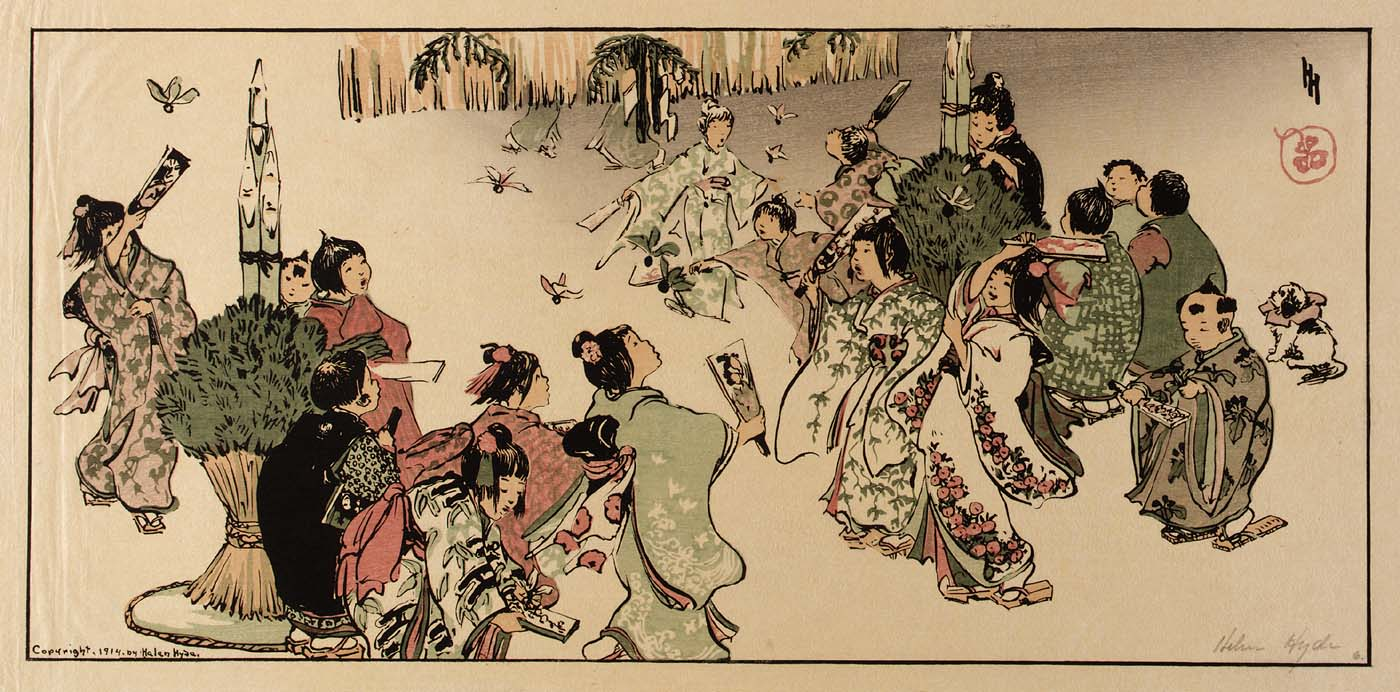
Tranh vẽ Lễ mừng năm mới tại Tokyo, năm 1912

Trước thời kỳ Minh Trị, ngày năm mới của Nhật Bản được dựa theo lịch âm của  Việt Nam, cũng như những người Việt Nam đương đại, Hàn Quốc, và Trung Quốc. Tuy nhiên, vào năm 1873, năm năm sau khi Minh Trị Duy Tân, Nhật Bản đã thông qua lịch Gregorian và ngày đầu tiên của tháng đã chính thức trở thành ngày văn hóa năm mới ở Nhật Bản.

## Món ăn truyền thống

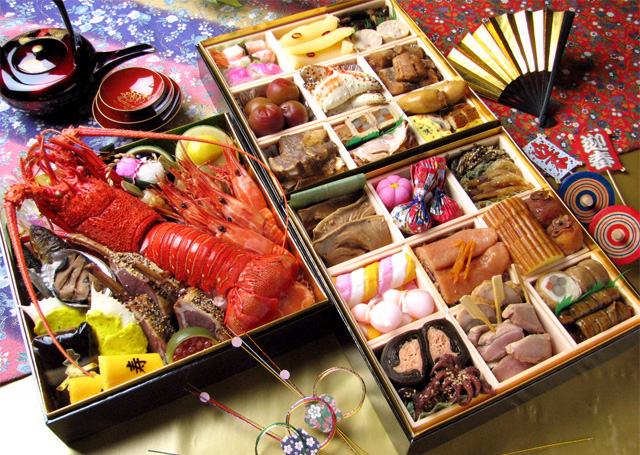
Osechi, món ăn điển hình ngày Tết Nhật

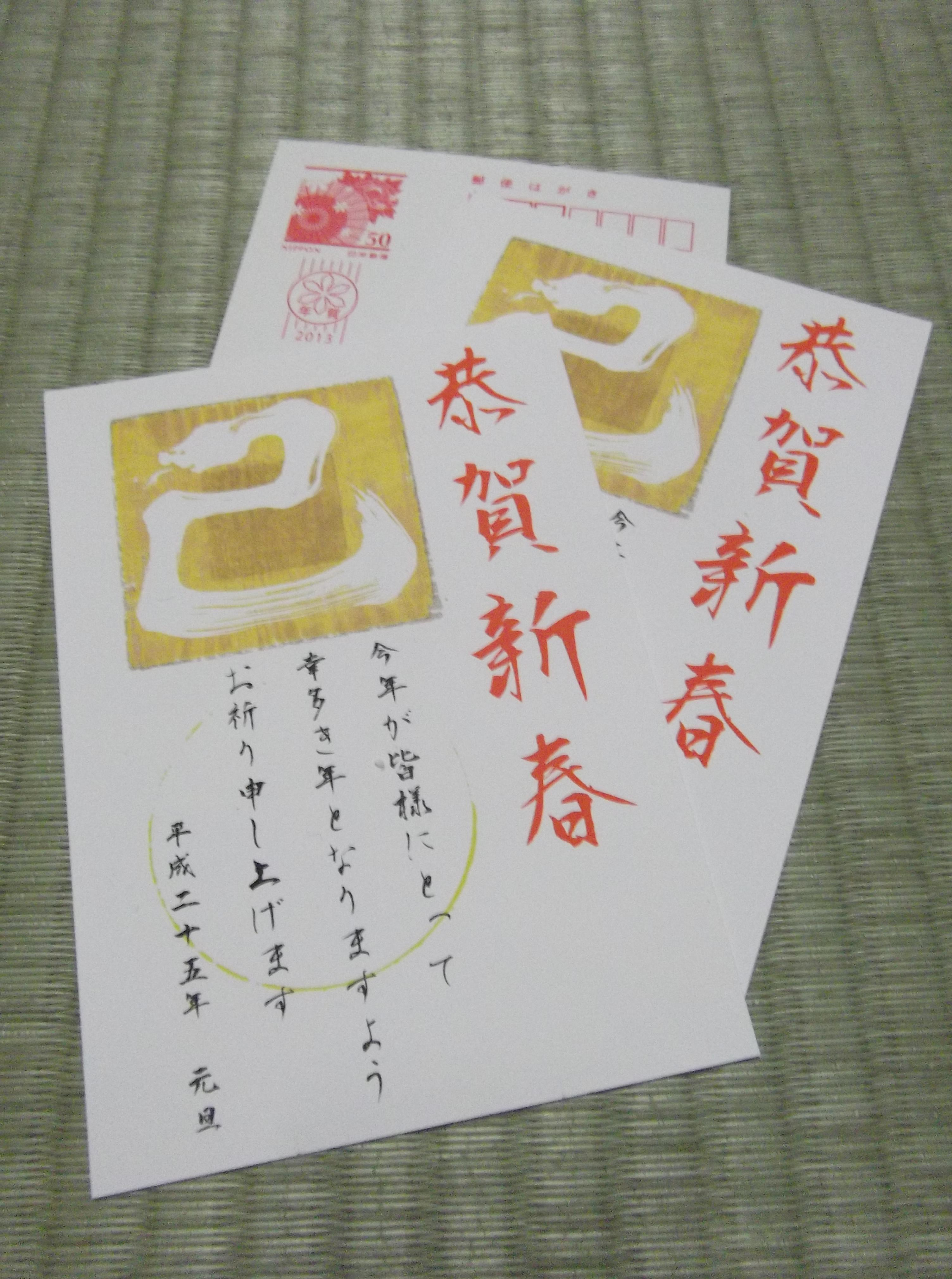
nengajō, Thiệp chúc mừng Năm mới tại Nhật

Người Nhật ăn một món ăn được lựa chọn trong các món ăn trong lễ kỉ niệm gọi là osechi-ryori (御 節 料理 hoặc お 節 料理?) thường được gọi là osechi

## Chúc mừng
Người Nhật cũng lì xì cho trẻ nhỏ với những phong bao đựng tiền, gọi là otoshidama-bukuro (お年玉袋?).

## Ẩm thực
Người Nhật thường dùng những món ăn đặc biệt trong ngày năm mới, được gọi là Osechi. Trong đó, ngoài những thứ khác, còn có súp Miso với Mochi (bánh giầy), cá thu quấn trong rong biển Seetang (Kombu, kobumaki), cá xay nhuyễn (Kamaboko), khoai lang xay nhuyễn với hạt dẻ (kurikinton) và đậu đen ngọt (kuromame).